# Antonio Conte
Antonio Conte (n. 31 iulie 1969, Lecce, Apulia, Italia) este un fotbalist italian retras din activitate, care a jucat pe post de mijlocaș la echipe ca Juventus și Lecce. Pe plan internațional, are prezențe la națională pentru Italia. După încheierea carierei, a devenit antrenor, și antrenează în prezent pe SSC Napoli. La 4 aprilie 2016 a fost numit antrenorul echipei din Premier League, Chelsea, dar în vara anului 2018 a fost demis și înlocuit de Maurizio Sarri. În noiembrie 2021 a devenit antrenorul echipei Tottenham Hotspur FC din Premier League. S-a despărțit de echipa londoneză în martie 2023, după eliminări din Liga Campionilor și Cupa Angliei, ceea ce a însemnat că Tottenham urmează să încheie un nou sezon fără vreun trofeu.

## Statistici carieră

### Goluri internaționale
| #  | Data           | Stadion                               | Oponent   | Scor | Rezultat | Competiția                                           |
| -- | -------------- | ------------------------------------- | --------- | ---- | -------- | ---------------------------------------------------- |
| 1. | 27 martie 1999 | Parken Stadium, Copenhagen, Danemarca | Danemarca | 1–2  | Victorie | Preliminariile Campionatului European de Fotbal 2000 |
| 2. | 11 iunie 2000  | GelreDome, Arnhem, Olanda             | Turcia    | 1–2  | Victorie | Euro 2000                                            |

### Statistici antrenorat
La 23 mai 2025.
| Echipa            | Țara   | Început            | Sfârșit           | Record | Record | Record | Record | Record | Record | Record | Record | Record                    |
| Echipa            | Țara   | Început            | Sfârșit           | M      | V      | E      | Î      | GM     | GP     | Glv.   | Win %  | Ref                       |
| ----------------- | ------ | ------------------ | ----------------- | ------ | ------ | ------ | ------ | ------ | ------ | ------ | ------ | ------------------------- |
| Arezzo            | Italia | 1 iulie 2006       | 31 octombrie 2006 | 12     | 1      | 7      | 4      | 4      | 10     | −6     | 08,33  | [ necesită citare ]       |
| Arezzo            | Italia | 13 martie 2007     | 12 iunie 2007     | 15     | 8      | 3      | 4      | 22     | 17     | +5     | 53,33  | [ necesită citare ]       |
| Bari              | Italia | 27 decembrie 2007  | 23 iunie 2009     | 67     | 32     | 22     | 13     | 98     | 63     | +35    | 47,76  | [ necesită citare ]       |
| Atalanta          | Italia | 21 septembrie 2009 | 7 ianuarie 2010   | 14     | 3      | 4      | 7      | 14     | 21     | −7     | 21,43  | [ necesită citare ]       |
| Siena             | Italia | 23 mai 2010        | 30 mai 2011       | 44     | 22     | 14     | 8      | 71     | 38     | +33    | 50     | [ necesită citare ]       |
| Juventus          | Italia | 31 mai 2011        | 15 iulie 2014     | 151    | 102    | 34     | 15     | 280    | 101    | +179   | 67,55  | [ 4 ]                     |
| Italia            | Italia | 14 august 2014     | 2 iulie 2016      | 25     | 14     | 7      | 4      | 34     | 21     | +13    | 56     | [ 4 ]                     |
| Chelsea           | Anglia | 3 iulie 2016       | 13 iulie 2018     | 106    | 69     | 17     | 20     | 212    | 102    | +110   | 65,09  | [ 4 ] [ necesită citare ] |
| Inter Milano      | Italia | 31 mai 2019        | 26 mai 2021       | 102    | 64     | 23     | 15     | 214    | 102    | +112   | 62,75  | [ 4 ] [ necesită citare ] |
| Tottenham Hotspur | Anglia | 2 noiembrie 2021   | 26 martie 2023    | 76     | 41     | 12     | 23     | 136    | 85     | +51    | 53,95  | [ 4 ] [ necesită citare ] |
| Napoli            | Italia | 5 iunie 2024       | Prezent           | 41     | 25     | 11     | 5      | 65     | 30     | +35    | 60,98  | [ 4 ] [ necesită citare ] |
| Total             | Total  | Total              | Total             | 653    | 381    | 154    | 118    | 1.150  | 593    | +557   | 58,35  |                           |

## Palmares

### Jucător
Juventus
- Serie A (5): 1994–95, 1996–97, 1997–98, 2001–02, 2002–03
- Coppa Italia (1): 1994–95
- Supercoppa Italiana (4): 1995, 1997, 2002, 2003
- UEFA Champions League (1): 1995–96
- UEFA Cup (1): 1992–93
- Supercupa Europei (1): 1996
- Cupa UEFA Intertoto (1): 1999
- Cupa Intercontinentală (1): 1996

Italia
- Campionatul European de Fotbal

Finalist: Euro 2000
- Campionatul Mondial de Fotbal

Finalist: 1994

### Antrenor
Bari
- Serie B (1): 2008–09

Siena
- Serie B

Locul 2: 2010–11
Juventus
- Serie A (3): 2011–12, 2012–13, 2013–14
- Coppa Italia

Finalist: 2011–12
- Supercoppa Italiana (2): 2012, 2013
- Chelsea
- Premier League:2016-17
- Inter
- Serie A:2020-2021

### Individual
- Albo Panchina d'Argento (1): 2008–09
- Albo Panchina d'Oro (2): 2011–12, 2012–13
- Antrenorul anului în Serie A (2): 2011–12, 2012–13
- Trofeo Tommaso Maestrelli for the Best Italian Manager (1): 2011–12
- Premio Nicola Ceravolo (1): 2013
- Premio Viareggio Sport Gherardo Gioè (1): 2013
- Globe Soccer Award for the Best Coach of the Year (1): 2013